# Lijst van voetbalinterlands Mauritanië - Tunesië
Deze lijst van voetbalinterlands is een overzicht van alle officiële voetbalwedstrijden tussen de nationale teams van Mauritanië en Tunesië. De Afrikaanse landen speelden tot op heden zestien keer tegen elkaar. De eerste ontmoeting was een wedstrijd tijdens de Pan-Arabische Spelen 1985 op 4 augustus 1985 in Rabat (Marokko). Het laatste duel, een vriendschappelijke wedstrijd, werd gespeeld op 6 januari 2024 in Radès.

## Wedstrijden
| №  | Plaats     | Datum            | Competitie                   | Wedstrijd            | Uitslag |
| -- | ---------- | ---------------- | ---------------------------- | -------------------- | ------- |
| 1  | Rabat      | 4 augustus 1985  | Pan-Arabische Spelen 1985    | Tunesië − Mauritanië | 4 − 0   |
| 2  | Radès      | 29 januari 1995  | Afrika Cup 1996 kwalificatie | Tunesië − Mauritanië | 1 − 0   |
| 3  | Nouakchott | 30 juli 1995     | Afrika Cup 1996 kwalificatie | Mauritanië − Tunesië | 0 − 0   |
| 4  | Radès      | 7 november 1995  | Vriendschappelijk            | Tunesië − Mauritanië | 2 − 1   |
| 5  | Nouakchott | 7 april 2000     | WK 2002 kwalificatie         | Mauritanië − Tunesië | 1 − 2   |
| 6  | Radès      | 22 april 2000    | WK 2002 kwalificatie         | Tunesië − Mauritanië | 3 − 0   |
| 7  | Nouakchott | 13 november 2015 | WK 2018 kwalificatie         | Mauritanië − Tunesië | 1 − 2   |
| 8  | Radès      | 17 november 2015 | WK 2018 kwalificatie         | Tunesië − Mauritanië | 2 − 1   |
| 9  | Gabès      | 15 november 2016 | Vriendschappelijk            | Tunesië − Mauritanië | 0 − 0   |
| 10 | Suez       | 2 juli 2019      | Afrika Cup 2019              | Mauritanië − Tunesië | 0 − 0   |
| 11 | Radès      | 6 september 2019 | Vriendschappelijk            | Tunesië − Mauritanië | 1 − 0   |
| 12 | Radès      | 7 oktober 2021   | WK 2022 kwalificatie         | Tunesië − Mauritanië | 3 − 0   |
| 13 | Nouakchott | 10 oktober 2021  | WK 2022 kwalificatie         | Mauritanië − Tunesië | 0 − 0   |
| 14 | Ar Rayyan  | 30 november 2021 | FIFA Arab Cup 2021           | Tunesië − Mauritanië | 5 − 1   |
| 15 | Limbe      | 16 januari 2022  | Afrika Cup 2021              | Tunesië − Mauritanië | 4 − 0   |
| 16 | Radès      | 6 januari 2024   | Vriendschappelijk            | Tunesië − Mauritanië | 0 − 0   |

## Samenvatting
| Competitie              | Totaal gespeeld | Winst Mauritanië | Gelijk | Winst Tunesië | Doelsaldo Mauritanië – Tunesië |
| ----------------------- | --------------- | ---------------- | ------ | ------------- | ------------------------------ |
| WK-kwalificatie         | 6               | 0                | 1      | 5             | 3 − 12                         |
| Afrika Cup              | 2               | 0                | 1      | 1             | 0 − 4                          |
| Afrika Cup-kwalificatie | 2               | 0                | 1      | 1             | 0 − 1                          |
| FIFA Arab Cup           | 1               | 0                | 0      | 1             | 1 − 5                          |
| Pan-Arabische Spelen    | 1               | 0                | 0      | 1             | 0 − 4                          |
| Vriendschappelijk       | 4               | 0                | 2      | 2             | 1 − 3                          |
| Totaal                  | 16              | 0                | 5      | 11            | 5 − 29                         |

FFRIM · A-internationals · Mauritaans vrouwenelftal
1960 – 1969 · 
1970 – 1979 · 
1980 – 1989 · 
1990 – 1999 · 
2000 – 2009 · 
2010 – 2019 ·
2020 − 2029
Algerije ·
Angola ·
Bahrein ·
Benin ·
Botswana ·
Burkina Faso ·
Burundi ·
Canada ·
Centraal-Afrikaanse Republiek ·
Comoren ·
Congo-Brazzaville ·
Congo-Kinshasa ·
Equatoriaal-Guinea ·
Egypte ·
Ethiopië ·
Gabon ·
Gambia ·
Guinee ·
Guinee-Bissau ·
Irak ·
Ivoorkust ·
Jemen ·
Jordanië ·
Kaapverdië ·
Kameroen ·
Kenia ·
Lesotho ·
Libanon ·
Liberia ·
Libië ·
Madagaskar ·
Mali ·
Marokko ·
Mauritius ·
Mozambique ·
Niger ·
Oeganda ·
Oman ·
Palestina ·
Rwanda ·
Saoedi-Arabië ·
Senegal ·
Sierra Leone ·
Soedan ·
Somalië ·
Syrië ·
Tanzania ·
Togo ·
Tunesië ·
Verenigde Arabische Emiraten ·
Zambia ·
Zimbabwe ·
Zuid-Afrika ·
Zuid-Jemen ·
Zuid-Soedan
FTF · A-internationals · Selecties · Bondscoaches · Tunesisch vrouwenelftal · Olympisch elftal · Tunesië U21 · Tunesië U20 · Tunesië U19 · Tunesië U18 · Tunesië U17
1950 – 1959 · 
1960 – 1969 · 
1970 – 1979 · 
1980 – 1989 · 
1990 – 1999 · 
2000 – 2009 · 
2010 – 2019 ·
2020 − 2029
WK 1978 · 
WK 1998 · 
WK 2002 · 
WK 2006 · 
WK 2018
OS 1960 · 
OS 1988 · 
OS 1996 · 
OS 2004
1957 · 
1958 · 
1959 · 
1960 · 
1961 · 
1962 · 
1963 · 
1964 · 
1965 · 
1966 · 
1967 · 
1968 · 
1969 · 
1970 · 
1971 · 
1972 · 
1973 · 
1974 · 
1975 · 
1976 · 
1977 · 
1978 · 
1979 · 
1980 · 
1981 · 
1982 · 
1983 · 
1984 · 
1985 · 
1986 · 
1987 · 
1988 · 
1989 · 
1990 · 
1991 · 
1992 · 
1993 · 
1994 · 
1995 · 
1996 · 
1997 · 
1998 · 
1999 · 
2000 · 
2001 · 
2002 · 
2003 · 
2004 · 
2005 · 
2006 · 
2007 · 
2008 · 
2009 · 
2010 · 
2011 · 
2012 · 
2013 · 
2014 · 
2015 · 
2016 ·
2017 ·
2018 ·
2019 ·
2020 ·
2021 ·
2022 ·
2023 ·
2024
Algerije ·
Angola ·
Argentinië ·
Australië ·
Bahrein ·
België ·
Benin ·
Bosnië en Herzegovina ·
Botswana ·
Brazilië ·
Bulgarije ·
Burkina Faso ·
Burundi ·
Canada ·
Centraal-Afrikaanse Republiek ·
Chili ·
China ·
Colombia ·
Comoren ·
Congo-Brazzaville ·
Congo-Kinshasa ·
Costa Rica ·
Denemarken ·
Djibouti ·
Duitse Democratische Republiek ·
Duitsland ·
Egypte ·
Engeland ·
Equatoriaal-Guinea ·
Ethiopië ·
Finland ·
Frankrijk ·
Gabon ·
Gambia ·
Georgië ·
Ghana ·
Guinee ·
Ierland ·
IJsland ·
Irak ·
Iran ·
Italië ·
Ivoorkust ·
Japan ·
Joegoslavië ·
Jordanië ·
Kaapverdië ·
Kameroen ·
Kenia ·
Koeweit ·
Kroatië ·
Letland ·
Libanon ·
Liberia ·
Libië ·
Madagaskar ·
Malawi ·
Mali ·
Malta ·
Marokko ·
Mauritanië ·
Mauritius ·
Mexico ·
Mozambique ·
Namibië ·
Nederland ·
Nieuw-Zeeland ·
Niger ·
Nigeria ·
Noorwegen ·
Oeganda ·
Oekraïne ·
Oman ·
Oostenrijk ·
Panama ·
Peru ·
Polen ·
Portugal ·
Qatar ·
Roemenië ·
Rusland ·
Rwanda ·
Saoedi-Arabië ·
Sao Tomé en Principe ·
Senegal ·
Servië en Montenegro ·
Seychellen ·
Sierra Leone ·
Slovenië ·
Soedan ·
Somalië ·
Sovjet-Unie ·
Spanje ·
Swaziland ·
Syrië ·
Tanzania ·
Togo ·
Tsjaad ·
Turkije ·
Uruguay ·
Verenigde Arabische Emiraten ·
Verenigde Staten ·
Wales ·
Wit-Rusland ·
Zambia ·
Zimbabwe ·
Zuid-Afrika ·
Zuid-Jemen ·
Zuid-Korea ·
Zweden ·
Zwitserland
België (2018) ·
Engeland (2018) ·
Oekraïne (2006) ·
Panama (2018) ·
Saoedi-Arabië (2006) · 
Spanje (2006)